# Елизавета Александрина Вюртембергская
Елизавета Александрина Костанта Вюртембергская (нем. Elisabeth Alexandrine von Württemberg; 27 февраля 1802, Вюрцау, Курляндская губерния — 5 декабря 1864, Карлсруэ) — герцогиня Вюртембергская; в браке — принцесса Баденская.

## Биография
Елизавета родилась в семье герцога Вюртембергского Людвига и Генриетты Нассау-Вейльбургской. Среди её сестёр были Мария Доротея, эрцгерцогиня Австрийская, Амалия, герцогиня Саксен-Альтенбургская, Паулина, королева Вюртемберга
16 октября 1830 года Елизавета Александрина вышла замуж за принца Вильгельма Баденского, второго сына великого герцога Баденского Карла Фридриха и его второй морганатической супруги Луизы Каролины Гейер. Супруг Вильгельм умер в 1859 году, Елизавета умерла спустя пять лет в 1864 году.

## Потомки
У Елизаветы и Вильгельма родилось четверо детей:
- Вильгельмина Паулина Генриетта Амалия Луиза (1833—1834)
- София Паулина Генриетта Амалия Луиза (1834—1904), замужем за князем Вольдемаром Липпским.
- Паулина София Елизавета Мария (1835—1891)
- Леопольдина Вильгельмина Паулина Амалия Максимилиана (1832—1903), замужем за принцем Германом Гогенлоэ-Лангенбургским.